# Head Music
Head Music é o quarto álbum de estúdio da banda Suede, lançado a 3 de Maio de 1999.
Após escreverem quinze faixas com três diferentes produtores, o grupo escolheu Steve Osborne para esse feito. De acordo com o vocalista Brett Anderson, o disco é o mais experimental da banda.
De acordo com Nielsen SoundScan, o disco vendeu 26 mil cópias nos Estados Unidos no final de 2008.

## Faixas
Todas as faixas por Brett Anderson e Neil Codling, exceto onde anotado.
1. "Electricity" (Brett Anderson, Neil Codling, Richard Oakes) – 4:39
2. "Savoir Faire" (Anderson) – 4:37
3. "Can't Get Enough" – 3:58
4. "Everything Will Flow" (Anderson, Oakes) – 4:41
5. "Down" (Anderson, Oakes) – 6:12
6. "She's in Fashion" – 4:53
7. "Asbestos" – 5:17
8. "Head Music" (Anderson) – 3:23
9. "Elephant Man" (Codling) – 3:06
10. "Hi-Fi" (Anderson) – 5:09
11. "Indian Strings" (Anderson) – 4:21
12. "He's Gone" – 5:35
13. "Crack in the Union Jack" (Anderson) – 1:56